# Keep It Together
«Keep It Together» es una canción interpretada por la cantante estadounidense Madonna, incluida en su cuarto álbum de estudio, Like a Prayer (1989). La inspiración principal provino de la relación de Madonna con su familia, a quien echaba mucho de menos tras una serie de eventos negativos en su vida profesional y personal, como las reseñas desfavorables de sus últimas películas y su divorcio con el actor Sean Penn. Las compañías discográficas Sire y Warner Bros. Records la publicaron como el sexto y último sencillo del disco el 30 de enero de 1990, aunque el lanzamiento se limitó únicamente a los Estados Unidos, Canadá y Japón donde fue el quinto sencillo, dado que el anterior —«Dear Jessie»— no estuvo disponible en dichos países. Mientras tanto, en Australia, el tema salió a la venta en marzo de ese año como un doble lado A junto con «Vogue», de la banda sonora I'm Breathless.
Compuesta y producida por Madonna y Stephen Bray, «Keep It Together» es una canción de tempo medio perteneciente a los géneros pop y funk, aunque también contiene influencias del R&B de los años 1970. Rinde homenaje a la obra de la banda estadounidense Sly & the Family Stone y evoca principalmente a «Family Affair» (1971). La letra, objeto de diversas opiniones y observaciones, se considera una oda a los valores y la solidaridad familiar y trata sobre la importancia de la familia y mantenerse fiel a las raíces. En términos generales, obtuvo reseñas favorables de críticos y periodistas musicales, quienes elogiaron la naturaleza funk y el sonido «alegre» de la canción, así como su letra. Además, notaron similitudes con la música de Sly & the Family Stone y con el tema «We Are Family» (1979) de la banda femenina Sister Sledge.
Desde el punto de vista comercial, ocupó la primera posición en Australia junto con «Vogue» y alcanzó el octavo lugar en las listas RPM Top 100 Singles de Canadá y Billboard Hot 100 de los Estados Unidos; en este último país, Madonna superó el récord de Aretha Franklin y se convirtió en la artista femenina con la mayor cantidad de sencillos ubicados entre los diez primeros lugares. Asimismo, llegó a lo más alto en los conteos Dance Club Songs y Dance Singles Sales y obtuvo un disco de oro por la Recording Industry Association of America (RIAA) por la venta de medio millón de copias en el país.
La artista interpretó «Keep It Together» en su tercera gira musical Blond Ambition World Tour de 1990, donde era la última canción del repertorio. La actuación iniciaba con una introducción de «Family Affair» de Sly & the Family Stone y la puesta en escena estaba inspirada en la película La naranja mecánica (1971) de Stanley Kubrick. Tanto la cantante como sus bailarines lucían un conjunto completamente negro y ejecutaban una coreografía con sillas similar al de Liza Minnelli en el filme Cabaret (1972).

## Antecedentes
Cuando Madonna empezó a trabajar en su cuarto álbum de estudio, Like a Prayer, se encontraba en un estado muy emocional a raíz de varios problemas profesionales y personales, como las reseñas desfavorables de sus últimas películas Shanghai Surprise (1986) y Who's That Girl (1987), su divorcio con el actor Sean Penn y el hecho de haber cumplido treinta años, la misma edad que tenía su madre cuando falleció. Sumado a ello, la educación católica que recibió de joven también influyó en su estado de ánimo y en las canciones del disco; explicó: «Una vez que eres católico, siempre lo serás, en términos de tus sentimientos sobre la culpa, el remordimiento, si has pecado o no. A veces me siento atormentada por la culpa cuando no necesito estarlo, y eso, para mí, me queda de mi educación católica». Aislada por la fama y afectada por el fracaso de su matrimonio, buscó estabilidad en su familia, a quien echaba de menos, y sintió la necesidad de restablecer lazos que habían permanecido «tensos» y «distantes». En diálogo con Becky Johnson para la edición de mayo de 1989 de la revista Interview, confesó que el catolicismo también le había enseñado «un gran sentido de la familia y la unidad y, aunque he pasado periodos en los que no quería volver a ver a mi familia, son muy importantes para mí». En la misma entrevista, profundizó:

De pequeña no me sentía unida a nadie de mi familia. Me sentía como una extraña en mi propia casa. No me sentía cercana a mis hermanos mayores, eran los típicos hermanos mayores que me torturaban todo el tiempo. Y tampoco me sentía cercana a mis hermanas. Había mucha competencia en nuestra familia, y yo siempre estaba compitiendo por la atención de mi padre y todo eso, así que trabajé muy duro en la escuela. Era una estudiante sobresaliente y todos me odiaban por eso, porque lo hacía más por la posición que tendría a los ojos de mi padre que por lo que iba a aprender estudiando. Solo trataba de ser la niña de los ojos de mi padre. Creo que todos los demás en mi familia eran muy conscientes de ello, y como que sobresalía entre ellos. Luego, cuando crecí un poco —cuando estaba en la secundaria y empecé a bailar en serio— diría que me acerqué más a mis hermanos. Había mucha competencia tácita con mis hermanas. Mi hermano mayor me abrió los ojos a muchas cosas, y ya no lo veía como mi espeluznante hermano mayor, y el menor iba a clases de baile conmigo.

Madonna sabía que su nuevo álbum debía ser diferente, por lo que, con ese fin, reveló un lado «más oscuro y espiritual» y comenzó a desarrollar temas que hasta entonces habían sido meditaciones personales que nunca había compartido con el público de manera tan abierta y directa, como la relación problemática con Penn, la muerte de su madre, la relación con su familia y su fe en Dios. Al respecto, reveló que en el pasado había escrito canciones «que revelaban [mi yo interior], pero sentí que eran demasiado honestas o muy aterradoras y decidí no grabarlas. Ahora parecía el momento adecuado, porque esto era lo que salía de mí».

## Desarrollo y grabación

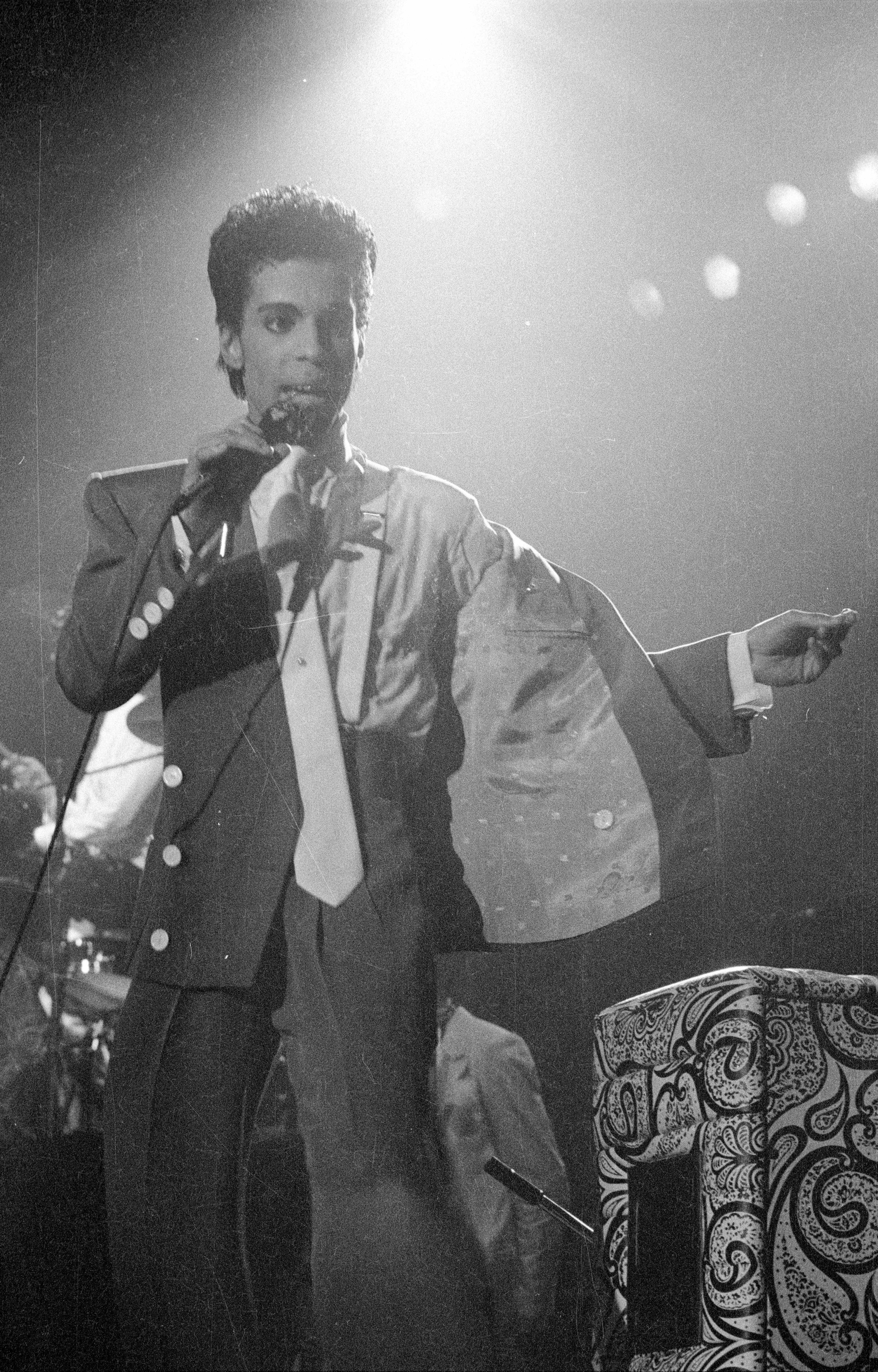
El cantante Prince tocó la guitarra en «Keep It Together», aunque no fue acreditado

Madonna trabajó con los productores Patrick Leonard y Stephen Bray, sus principales colaboradores creativos, con quienes ya había colaborado en True Blue y la banda sonora de Who's That Girl. Bray componía la melodía de un verso o el estribillo y Madonna se encargaba de escribir la letra; luego ambos agregaban el puente y ella intervenía en los últimos retoques. Durante las sesiones de composición, ambos crearon cuatro canciones en total, «Keep It Together», «Express Yourself», «First Is a Kiss» y «Love Attack», aunque estas dos últimas al final no se incluyeron en el disco, ya que no se ajustaban al ambiente «confesional» del resto del material y Madonna sentía que no eran lo suficientemente «reales» en ese momento.
«Keep It Together» supuso la última colaboración de la cantante con Bray. Aunque el sonido es «alegre», la letra profundizaba la tensión que existía en cuanto a la rivalidad entre los hermanos de Madonna, quienes, por mucho tiempo, habían mantenido una relación «tumultuosa» con ella. En este sentido, la mayor tensión en la familia se debía, principalmente, a su propia notoriedad y su «deseo de ser especial», aunado a su «insistencia por revelar secretos familiares para consumo público», según el biógrafo Christopher Andersen. Al respecto, Bray declaró que ella trataba de «relucir algunas de las complicaciones sobre la familia y su éxito».
Junto con el resto de las canciones de Like a Prayer, la grabación de «Keep It Together» tuvo lugar entre septiembre de 1988 a enero de 1989 en los estudios Johnny Yuma de Burbank (California). Bajo la producción de Madonna y Bray, la ingeniería y mezcla estuvieron a cargo de Bill Bottrell en los estudios Smoke Tree de Chatsworth y Bob Ludwig fue el responsable de la masterización en Masterdisk (Nueva York). En una entrevista con Paul Zollo en 1989, Madonna reveló que el músico estadounidense Prince tocó la guitarra en «Keep It Together», aunque no fue acreditado en las notas del álbum. Bray se mostró entusiasmado por trabajar con los sonidos de guitarra de Prince, quien también tocó dicho instrumento en las canciones «Like a Prayer» y «Act of Contrition» e interpretó un dúo con Madonna en «Love Song».

## Composición

### Música

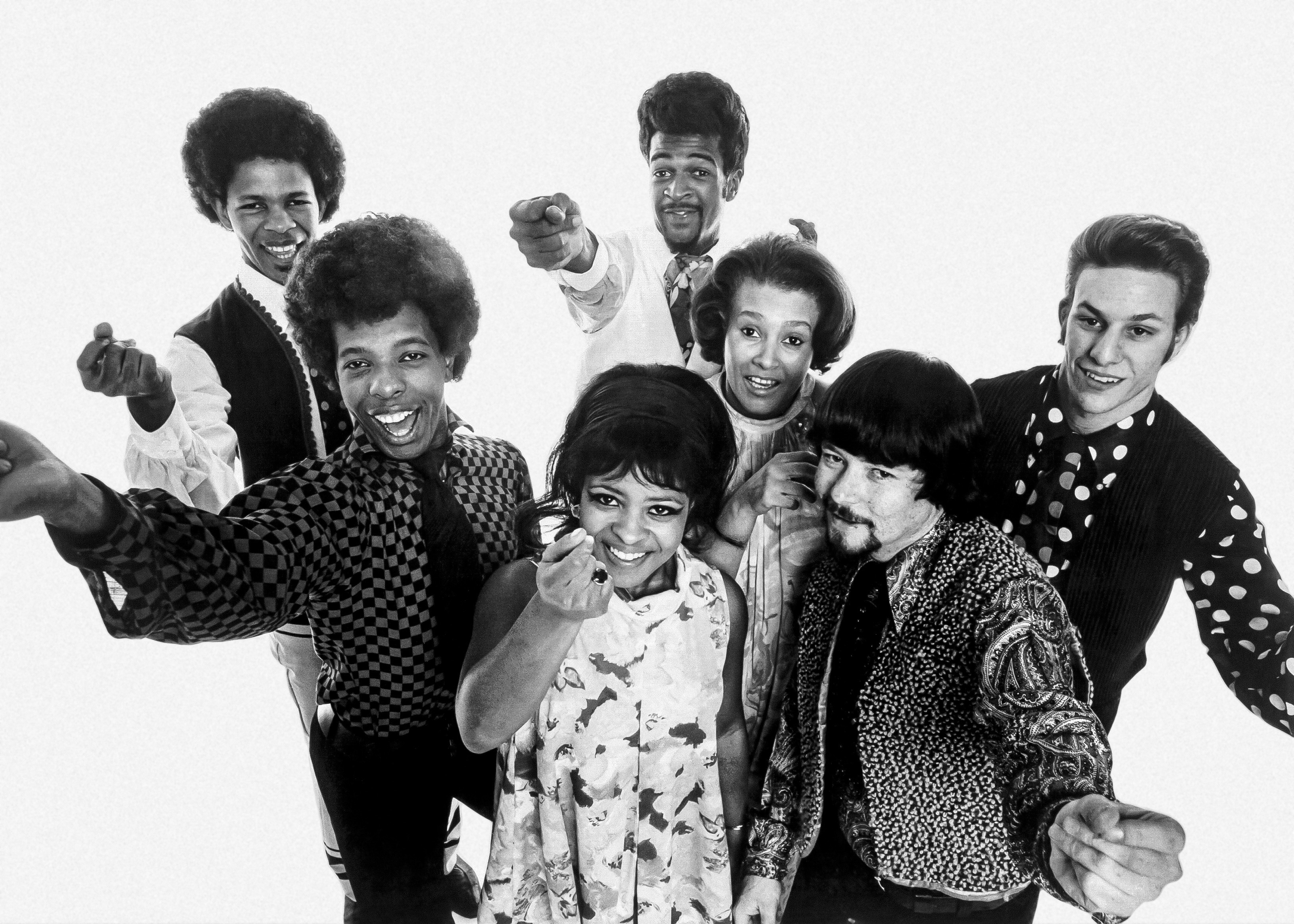
«Keep It Together» rinde homenaje a la banda estadounidense Sly & the Family Stone y evoca principalmente a la canción «Family Affair» (1971)

«Keep It Together» es una canción de tempo medio perteneciente a los géneros pop y funk, aunque también contiene influencias del R&B de los años 1970. Stephen Thomas Erlewine de AllMusic la caracterizó como una pista deep funk, mientras que el escritor Frank Lloyd sintió que era más un «himno soul de principios de los setenta». No tan distante, Alex Henderson de Black Radio Exclusive comentó que se trataba de un número R&B-pop bailable en la misma vena de «Into the Groove» (1985) y «Causing a Commotion» (1987). Por el contrario, la revista Music & Media la describió como una canción dance «modesta», y a Chris Gerard de Metro Weekly le pareció un tema de dance pop «sincero». Rinde homenaje a la banda estadounidense Sly & the Family Stone y evoca especialmente a «Family Affair» (1971). Presenta muchas armonías y un groove clásico con influencias de la música go-go, un subgénero del funk. Además, marcó la primera vez que el sonido de discoteca de 1983, año de publicación del primer álbum de Madonna, «aflora realmente» en Like a Prayer.
A lo largo de la canción, su voz presenta «mucho espacio para respirar» a través de la incorporación de «amplios» arreglos de sintetizador. Inicia con el sonido de un slap de bajo junto con bajos de sintetizador secuenciados y un sintetizador wah-wah que recuerda a Sly & the Family Stone, especialmente al tema «Family Affair». En todo el estribillo se aprecian voces multipista y, hacia el final, hay una mezcla «efectiva» en la que el sonido de la percusión empieza a disminuir. Michael Schuh, de la revista en línea alemana laut.de, señaló que el sonido funk hacia el final lo convertía en una secuela de «Express Yoruself» con Prince en la guitarra. Rikky Rooksby, autor de The Complete Guide to the Music of Madonna (2004), sugirió que, en su lugar, la canción podría haberse grabado con una batería en vivo y una conga.

### Letra
Considerada una oda a los valores y la solidaridad familiar, la letra trata sobre la importancia de la familia y mantenerse fiel a las raíces. En la canción, Madonna celebra a sus hermanos y afirma la necesidad de los lazos familiares; en este sentido, «ofrece una rama de olivo» a su padre y a sus hermanos distanciados y declara que la «sangre es más espesa que cualquier otra circunstancia» (cause blood is thicker than any other circumstance). Madonna respondió que «la familia lo es todo. La familia es lo primero. No es lo que esperaba que fuera, pero nunca nada lo es». El narrador rompe relaciones con la familia y escapa a la gran ciudad, donde descubre que las cosas no resultan tan bien, por lo que se da cuenta de que su familia «es de oro» (don't forget that your family is gold) y que «el hogar es donde debe estar el corazón» (home is what the heart should be). En el puente, cuando recita I wouldn’t change it for another chance («no lo cambiaría por ninguna otra oportunidad»), hace explícito que crecer en esos suburbios de clase media «no puede haber sido siempre tan horrible». Rooksby señaló que se «hace literal» el cliché de «hermanos y hermanas» presente en canciones de música soul.
La letra ha sido objeto de diversas opiniones y observaciones. En comentarios similares, Nick Levine de Vice dijo que explora «cómo los lazos familiares son sofocantes y reconfortantes al mismo tiempo»; Gonzalo Ugidos de El Mundo indicó que examinaba la «ambivalencia de unos lazos familiares hospitalarios, pero sofocantes»; y J. Randy Taraborrelli expresó que hablaba sobre «las pruebas y tribulaciones —y las alegrías— de la familia». En la misma línea, el biógrafo Christopher Andersen observó que «Madonna proclama su lealtad a la familia a pesar de toda la confusión y los desacuerdos». Daryl Easlea, uno de los autores de Madonna: Blond Ambition (2012), lo describió como «un grito de guerra a favor de la unidad y unión familiar». De acuerdo con el editor Norman King, la artista se adentra en la «estabilidad emocional de una familia numerosa, junto con la polarización que a veces se produce entre los hermanos en la constante rivalidad entre cada uno de ellos». Por otro lado, Wren Graves de Consequence of Sound expresó que canciones de Like a Prayer como «Till Death Do Us Part», «Promise to Try» y «Oh Father», que tratan sobre la relación con Penn y con la de los padres de Madonna, formaban un «miniarco» dentro del álbum y «Keep It Together» representaba el «clímax» al tratar sobre la familia, lo cual se evidenciaba en la línea Keep it together in the family, they're a reminder of your history («mantén unida a la familia, son un recuerdo de tu historia»). En Restless in the Promised Land (2001), Jim Cullen manifestó que, si bien era un homenaje al «poder de la familia», también estaba en consonancia con otros temas religiosos «más amplios». En otras observaciones, Mary Von Aue de Stereogum subrayó que el tema principal era las luchas de su propia adolescencia y los efectos de haber crecido bajo un «catolicismo estricto». Frank Lloyd creyó que «Keep It Together» trabajaba emociones «difíciles y contradictorias» y era probable que muchas mujeres compartieras esos sentimientos, en tanto que Justin Chadwick de Albumism notó que el verso «la sangre es más espesa que cualquier otra circunstancia» se trataba de «otra indirecta» a Penn. El periodista Francesco Falconi concluyó que «se evidencia la importancia de permanecer cerca de los hermanos y hermanas, aunque la vida te empuje a tomar caminos que te alejen cada vez más de tus orígenes».

## Publicación
«Keep It Together» representó el primer lanzamiento de Madonna de la década de 1990. Las compañías Sire y Warner Bros. Records lo publicaron el 30 de enero de 1990 como el sexto y último sencillo del álbum, tras «Like a Prayer», «Express Yourself», «Cherish», «Oh Father» y «Dear Jessie». El lanzamiento se limitó a los Estados Unidos, Canadá y Japón, donde fue el quinto sencillo, dado que «Dear Jessie» no estuvo disponible en esos países. En Australia, salió a la venta el 20 de marzo de 1990 como doble lado A junto con «Vogue». Esto se debió a que, originalmente, «Vogue» había sido compuesta y grabada por Madonna y Shep Pettibone para ser el lado B de «Keep It Together», con el objetivo de que este último lograra una recepción comercial favorable en las listas, pero los ejecutivos de Warner Bros. consideraron que tenía potencial para ser un éxito, por lo que tuvo su propio lanzamiento como lado A y se incluyó como el último tema de la banda sonora I'm Breathless, el siguiente proyecto discográfico de la intérprete. Finalmente, cuando Warner Bros. publicó «Vogue» en el continente europeo, el lado B fue «Keep It Together». Por último, en Japón, salió al mercado el 25 de marzo.
Cabe resaltar que esta fue la primera canción de Madonna en publicarse en maxi CD, cuando empezaba a incrementar su popularidad en el mercado estadounidense; desde entonces, sus anteriores sencillos también se editarían en dicho formato. José F. Promis de AllMusic observó que el lanzamiento «ayudó a abrir un nuevo camino para los sencillos en CD, un mercado en el que Madonna siempre ha estado en la cima». Una versión instrumental de la canción —con una duración de seis minutos— figuró como lado B en el vinilo de 7" y en el casete, así como en el CD de 3" japonés. En 1991, «Keep It Together» se incluyó como lado B en el vinilo de 7" de «Crazy for You», canción de Madonna de 1985, que salió a la venta por segunda vez en el Reino Unido para promocionar su primer álbum de grandes éxitos, The Immaculate Collection. También se editó en ese país un vinilo de 12" que, además de «Crazy for You» y «Keep It Together», contenía una remezcla de «Into the Groove» (1985), del álbum Like a Virgin.

### Remezclas

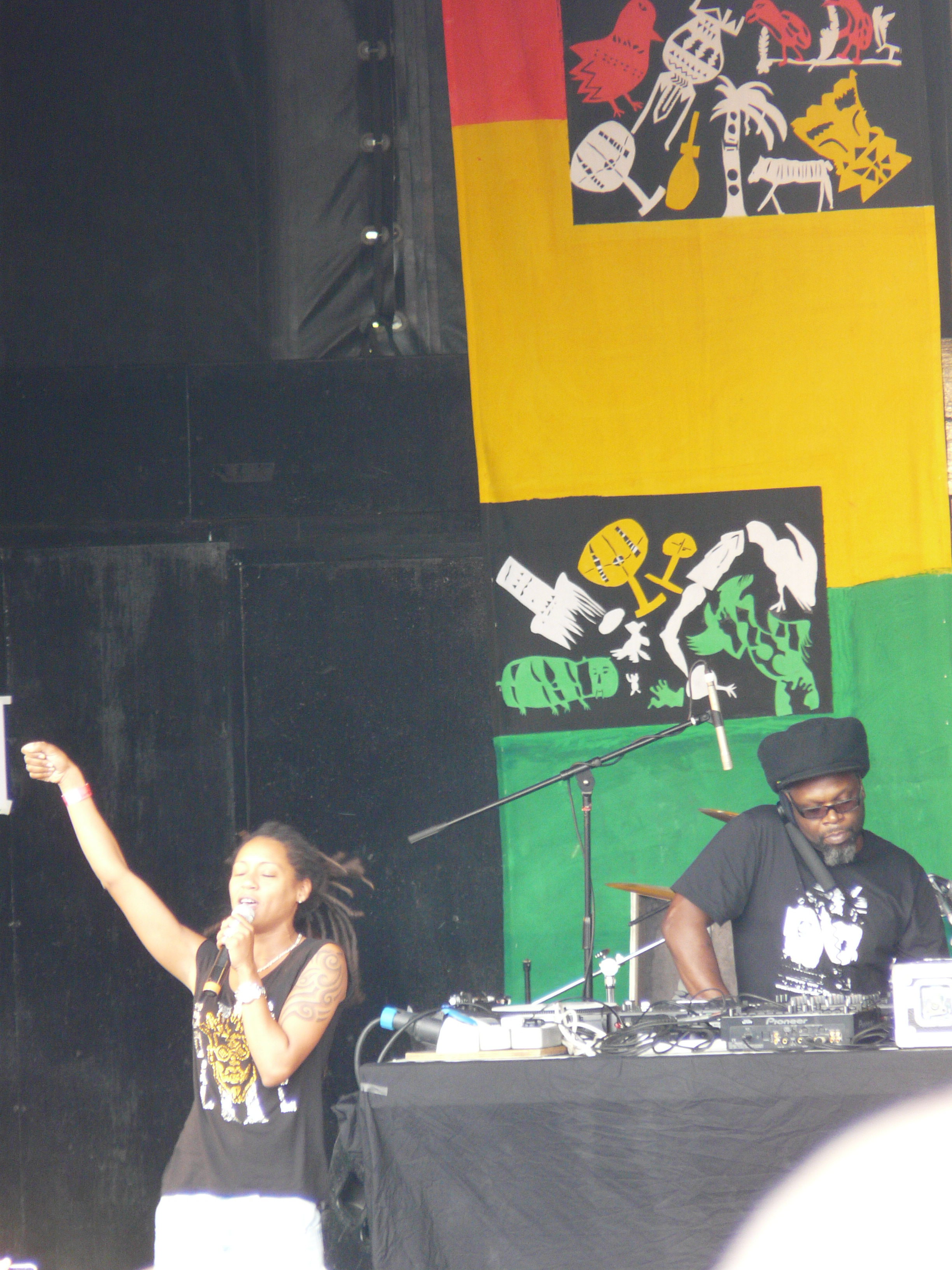
El productor Shep Pettibone produjo remezclas de «Keep It Together» influenciadas por el sonido de la banda Soul II Soul (imagen)

Sin el apoyo de un videoclip, el lanzamiento de «Keep It Together» estuvo acompañado de remezclas a cargo de Shep Pettibone, Bray y DJ Mark the 45 King, mismas que aparecieron en el vinilo de 12 y en el maxi CD, así como en un miniálbum en CD editado en Japón que también incluyó una versión extendida de «Cherish». Tanto Bray como DJ Mark produjeron versiones alternativas y dieron más espacio a la guitarra de Prince; concretamente, la remezcla de DJ Mark, que contiene ritmos «más duros», incluye samples de otras canciones de la intérprete como «Into the Groove» y «True Blue» (1986). Pettibone añadió elementos de hip hop y go-go influenciados por el sonido de la banda británica Soul II Soul, especialmente por la canción «Back to Life (However Do You Want Me)» (1989); años después, Madonna trabajaría con Nellee Hooper, uno de los integrantes de la agrupación. La versión Single Remix reemplaza la instrumentación funky y «orgánica» de la original por un ritmo de fondo R&B y house en un estilo similar a «Keep On Movin'» de Soul II Soul y «All Around the World» de la cantante británica Lisa Stansfield, lo que da como resultado una canción dance «fresca y sofisticada». Las demás son versiones extendidas del Single Remix, por lo que no se percibe diferencia en su sonido, mientras que la cuarta mezcla —12" Extended Mix— con más de siete minutos de duración, tiene un poco más de percusión y la última es la versión instrumental.
Bill Coleman de Billboard comparó la producción de Pettibone con la música de Soul II Soul y señaló que era «una idea anticuada, pero que, en la práctica, funciona bastante bien». Además, afirmó que «devolvería a la estrella a las pistas de baile». Ernest Hardy de Cash Box señaló que Madonna «lleva a la maravilla» los «suaves ritmos» de Soul II Soul. Por su parte, Marc Andrews, escritor de Madonna Song by Song (2022), declaró que Pettibone «esparció su polvo mágico de house» en su «brillante remezcla», que se convirtió en un «clásico de las pistas de baile». No tan distante, Matthew Rettenmund, editor de la Encyclopedia Madonnica (1995), afirmó que convirtió su «oda a la fuerza de la familia en un útil número dance de medio tempo». Promis subrayó que la versión Single Remix fue la «mezcla definitiva de esta canción», y Joe O'Brien de Billboard la calificó como la decimoséptima mejor remezcla de Madonna. La versión 12" Remix apareció en el lanzamiento del trigésimo aniversario de Like a Prayer, publicado en marzo de 2019, y una versión inédita —titulada Alternate Single Remix y disponible por primera vez de manera digital— figuró en su recopilatorio Finally Enough Love: 50 Number Ones de 2022.

## Recepción comercial

### Estados Unidos

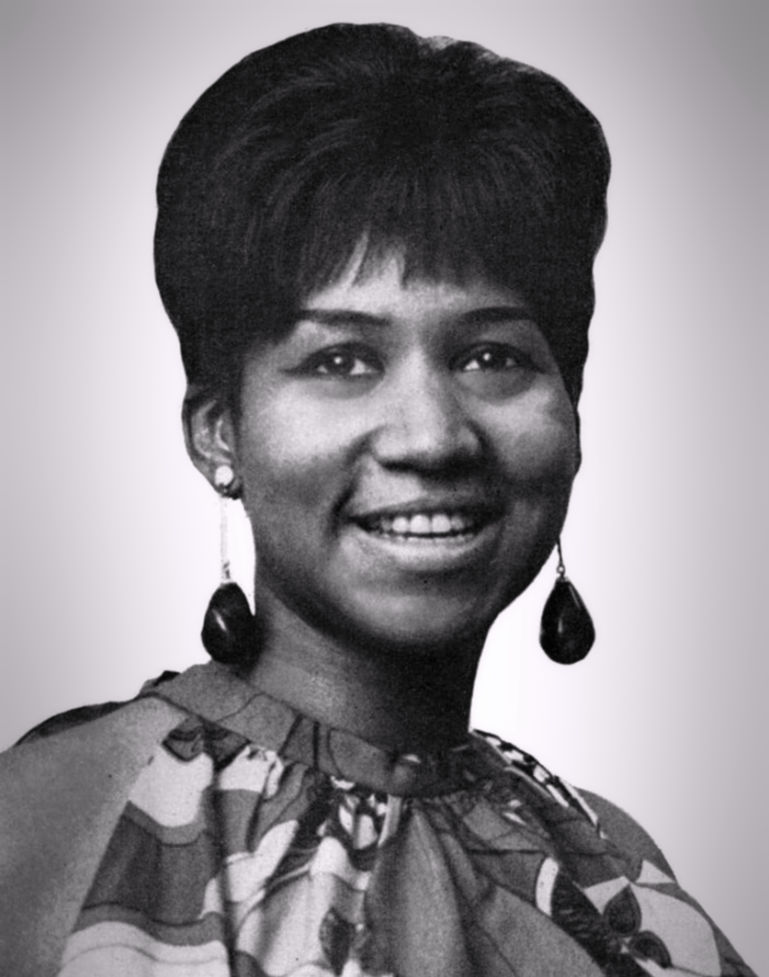
Con «Keep It Together», Madonna superó el récord de Aretha Franklin (fotografiada en 1967) y se convirtió en la artista femenina con la mayor cantidad de sencillos en el top diez en la historia de la lista Billboard Hot 100

En los Estados Unidos, «Keep It Together» fue la canción que más difusión obtuvo en el país con un total de 106 estaciones de radio y el 3 de febrero de 1990 ingresó en el puesto 56 de la lista Billboard Hot 100, lo que significó el mayor debut de la semana. Cuatro semanas después, ascendió a la vigésima posición, por lo que fue el vigésimo sencillo consecutivo de Madonna en ingresar a los veinte primeros lugares de la lista, además de convertirse en la primera artista femenina en obtener cinco éxitos top 40 con dos álbumes de estudio consecutivos, True Blue y Like a Prayer, y la tercera en general después de Michael Jackson y Huey Lewis and the News. Finalmente, el 31 de marzo, alcanzó el octavo puesto, lo que marcó el decimoctavo top diez de la cantante, así como el primero desde que el «relativo fracaso» de «Oh Father», su último lanzamiento en los Estados Unidos, pusiera fin a su «larga cadena de éxitos en los diez primeros puestos»; el columnista Paul Grein comentó que «la decisión de publicar este sencillo, y arriesgarse a dos fracasos consecutivos que podrían haber empeñado la reputación de Madonna como productora de éxitos, fue muy audaz. Una vez más, ella sabía lo que hacía». Con ello, también superó el récord de Aretha Franklin y se convirtió en la artista femenina con la mayor cantidad de entradas al top diez en la historia de la lista. Permaneció trece semanas en total, cuando hizo su última aparición el 28 de abril en el número 83. En enero de 2012, Billboard reveló las canciones más exitosas de Sire Records en el Hot 100 y «Keep It Together» se ubicó en el número 33. Diez años después, para agosto de 2022, pasó a ser el vigesimosexto sencillo más exitoso de la cantante en el mismo conteo.
La canción ocupó la séptima posición tanto en la lista de radios como en la de ventas físicas, así como la octava en Crossover Top 40/Dance, la 32.ª en Adult Contemporary y la 66.ª en Hot R&B/Hip-Hop Songs. En los conteos de música dance, «Keep It Together» llegó hasta lo más alto en Dance Singles Sales, el cuarto número uno consecutivo de Madonna, y en Dance Club Songs, su décimo número uno. En las listas anuales de 1990, se ubicó en los puestos 26 y 28 en Dance Singles Sales y Dance Club Songs, respectivamente.
El tema llegó a la cima de la lista Top Dance Singles de Cash Box y alcanzó la octava posición en el ranquin principal Top 100 Singles, así como la 59.ª en Top R&B Singles. En Radio & Records, ocupó el cuarto puesto del conteo CHR/Pop el 16 de marzo de 1990 y permaneció diez semanas en total; fue el decimoctavo top diez de Madonna —el primero desde «Cherish»— y finalizó como la septuagésima canción más reproducida del año. Asimismo, se ubicó en el vigesimoctavo lugar del conteo Adult Contemporary en la semana del 23 de marzo, y también alcanzó esa posición en la misma edición y en la misma lista, pero de Gavin Report. En esta última revista, logró el quinto puesto en el conteo principal de los cuarenta más escuchados y, para fin de año, se convirtió en el 59.º sencillo más exitoso de 1990. También llegó a la quinta posición en el ranquin Top 50 Singles de Hits y a la decimotercera en The Hit List del periódico Observer-Reporter, así como a los puestos noveno y decimosegundo en Urban 50 y Mainstream 50, respectivamente, de la revista Hitmakers. «Keep It Together» fue el sexto sencillo de la artista en obtener un disco de oro por parte de la Recording Industry Association of America (RIAA) tras la venta de medio millón de unidades en el país.

### Otros mercados
En Australia, «Keep It Together» hizo su debut en el decimonoveno puesto de la lista de Australian Recording Industry Association (ARIA) como un doble lado A junto con «Vogue» el 29 de abril de 1990. En la edición siguiente, ascendió hasta la cima del ranquin, por lo que fue el sexto número uno de Madonna —tras «Like a Virgin» (1984), «Angel»/«Into the Groove», «Crazy for You» (1985), «Papa Don't Preach» (1986) y «Like a Prayer» (1989)— y permaneció veintiún semanas en total, nueve de ellas en los diez primeros y cinco en el primer puesto. Fue el tercer sencillo más vendido de 1990, por detrás de «Nothing Compares 2 U» de la cantante irlandesa Sinead O'Connor y «U Can't Touch This» del rapero estadounidense MC Hammer, y obtuvo dos discos de platino por la Australian Recording Industry Association por la venta de 140 000 copias.
En Canadá, «Keep It Together» debutó en el puesto 85 del Top 100 Singles de RPM el 10 de febrero de 1990; dos meses después, precisamente el 7 de abril, ascendió hasta el octavo lugar y permaneció quince semanas en total, cuando hizo su última aparición el 19 de mayo en el número 98. Asimismo, se ubicó en la octava casilla en el conteo Adult Contemporary y en la tercera en el de música dance, solo por detrás de «Touch Me» de la banda italiana 49ers y «All Around the World» de la cantante británica Lisa Stansfield. En las listas anuales de 1990, finalizó en los números 26, 78 y 86 en Dance Singles, Adult Contemporary y Top 100 Singles, respectivamente. Además de RPM, la canción ingresó al octavo puesto en la lista Contemporary Hit Radio y al vigesimosegundo en Retail Singles, ambas elaboradas por la revista The Record.
En Japón, «Keep It Together» ingresó el 9 de abril de 1990 en el número 96 de la lista de Oricon con 2060 copias vendidas y en la edición siguiente descendió un puesto, aunque tuvo un leve incremento en sus ventas con 2140 ejemplares. Solo estuvo dos semanas y ese año comercializó un total de 62 350 copias, de las cuales 43 200 fueron por casetes y 19 150 fueron por discos compactos. A pesar de que no fue publicado en Europa, alcanzó el decimosexto puesto en la lista de Musica e dischi de Italia y estuvo presente un total de cuatro semanas. En Polonia, hizo su debut en el conteo radial LP3 el 24 de marzo en el trigésimo primer puesto y el 7 de abril subió ocho lugares hasta el vigesimonoveno. En marzo de 1991, ingresó al puesto veintiocho de la lista británica Top Dance Singles de Music Week como un doble lado A junto con «Into the Groove». De acuerdo con el sitio belga Proximus, «Keep It Together» ha vendido en total un millón de copias en todo el mundo para agosto de 2018.

## Recepción crítica

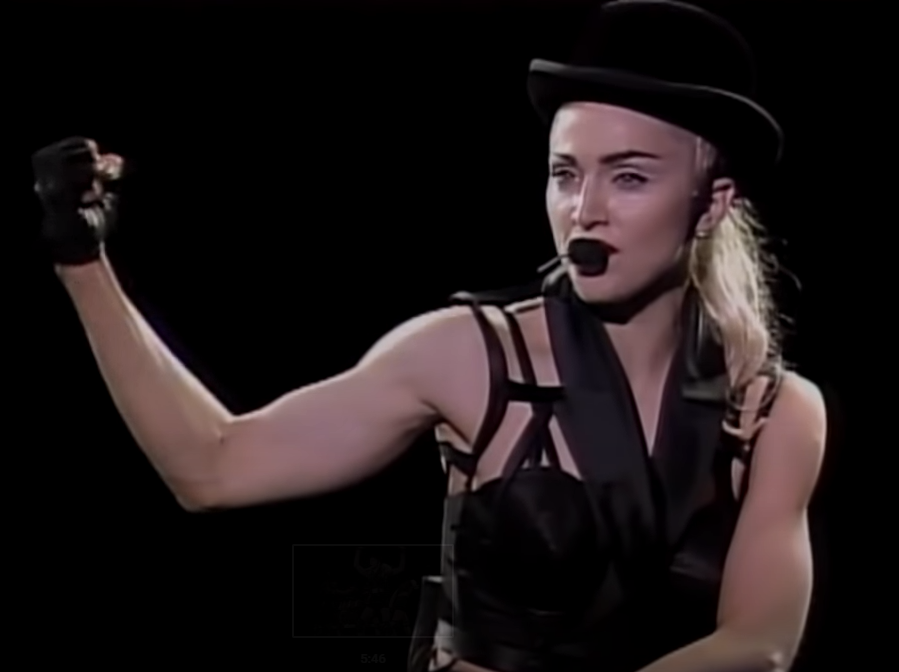
La naturaleza funk, el sonido «alegre» y la letra de «Keep It Together» obtuvieron comentarios favorables de los críticos. En la imagen, Madonna interpretando la canción en la gira Blond Ambition World Tour (1990)

En términos generales, «Keep It Together» obtuvo reseñas positivas de críticos y periodistas musicales, quienes elogiaron la naturaleza funk de la canción y su letra. Sebas E. Alonso de Jenesaispop resaltó la música «más funky y setetentera» que no se percibía en el resto del álbum; Nick Levine de Vice lo llamó «un pedazo de funk para hacer aeróbics»; y David B. Wilson de Wilson & Alroy's Record Reviews resaltó el sonido funk «suave y satisfactorio». Chris Willman de Los Angeles Times lo denominó un número «funky reconfortante sobre la aceptación de los lazos de sangre» y declaró que se encontraba —junto con «Express Yourself»— dentro del «lado más festivo [del disco] y destinado al éxito». Iain Blair del Chicago Tribune declaró que «alcanza un ritmo que es una de las cosas más funky que Madonna haya hecho alguna vez». J. D. Considine de Rolling Stone, que la calificó como una canción pop «admirable», sintió que la letra era una «invocación bastante impresionante de la importancia de la familia». No tan distante, en palabras de Mark C. Taylor, autor de Nots: Religion and Postmodernism (1993), «Keep It Together» era un «ejemplo sorprendente de su repetida invocación a los valores familiares». Además, creyó que adoptaba los valores de «algunos de sus críticos más exigentes» y que su «fascinación» por la familia se veía reflejada en la canción. Lucy O'Brien sostuvo que era una «reflexión optimista sobre el poder de los hermanos» y recalcó que presentaba una «imagen hogareña de hermanos y hermanas que se la pasan bien juntos». Tony Norman del Pittsburgh Post-Gazette apuntó que varias de las canciones del disco, entre ellas «Keep It Together», podrían ser «representaciones de la moralidad», dado que Madonna «habla mucho de la lealtad de la familia, la necesidad de perdonar y de eliminar la madera emocional de tu vida». En Madonna: Express Yourself (2008), Carol Gnojewski comparó la letra con un mantra, y Bruce Britt de Los Angeles Daily News percibió una introspección en el título de la canción, una de las razones por las que, según el autor, Like a Prayer fue el trabajo más personal de la cantante. De igual manera, Nicholas Fonseca de Entertainment Weekly declaró que temas como la familia en «Keep It Together» hicieron del álbum un «momento crucial» en la carrera de la artista, en tanto que Carlos Iogna Prat —del canal argentino Todo Noticias— recalcó que era una muestra de que la cantante estaba mostrando «su costado más íntimo». Siguiendo el punto anterior, Parke Puterbaugh de Stereo Review expuso que «Madonna, que tiene el mundo entero a sus pies, suena como si lo cambiara todo por el amor incondicional de una familia. En otras palabras, la Chica Material se ha vuelto espiritual». El escritor inglés Robert Matthew-Walker admitió que la letra era interesante «a la luz de las circunstancias personales de Madonna en aquel momento», y la revista Smash Hits afirmó que era «la historia de Madonna puesta en música». Mimi O'Connor, en el libro 100 Greatest Albums (2003) de VH1, indicó que versos como Don't forget that your family is gold podían parecer «simples» y «poco sofisticados», pero aclaró que «esos sentimientos son la materia de la vida y, a través de ellos, Madonna conectó con millones de personas».

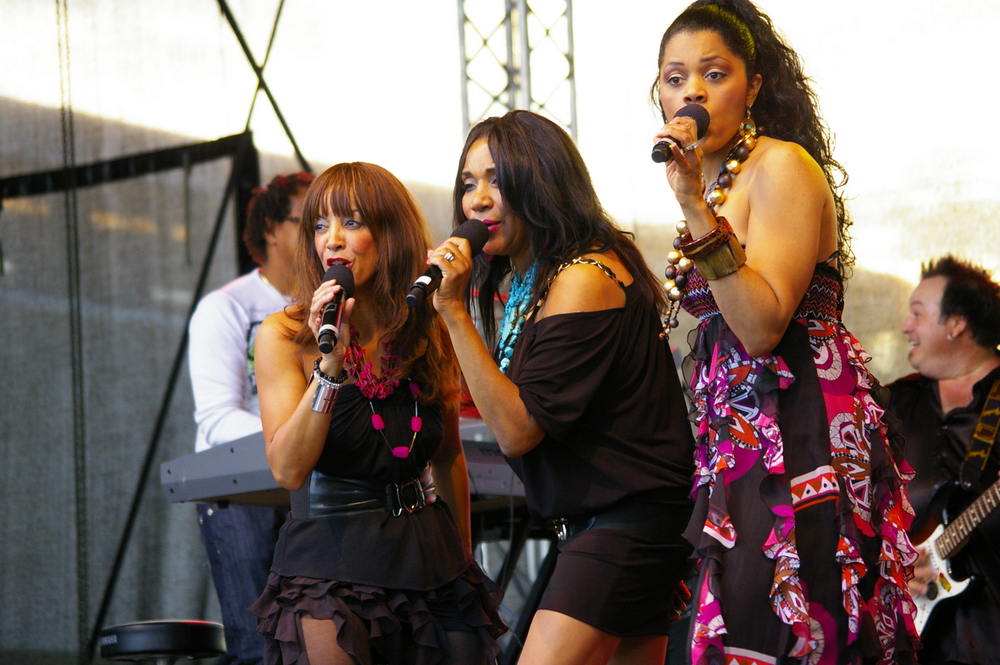
Además de las comparaciones con Sly & the Family Stone, algunos críticos también notaron similitudes entre «Keep It Together» y «We Are Family» (1979) de la banda femenina estadounidense Sister Sledge (imagen)

Algunos críticos hicieron hincapié en las similitudes con la obra de Sly & the Family Stone, tales como Chuck Eddy de Spin, Stephen Holden de The New York Times, quien comentó que «resucita el estilo pop-funk vanguardista» de Stone y el «optimismo hippie de "Everyday People"», o Sal Cinquemani de Slant Magazine, que notó que no hacía un «uso previsible de samples» ni se trataba de una «simple imitación» a la agrupación. Jim Cullen expresó que el «referente más inmediato» en la pista era la música de la agrupación, que «claramente se invoca y honra aquí». Otros la compararon con «We Are Family» de Sister Sledge, como es el caso de Hadley Freeman de The Guardian, que afirmó que «era increíble simplemente por ser la versión de Madonna de "We Are Family", un concepto que nadie previó, y el hecho de que después renegara de varios miembros de su familia le da, digamos, un interesante tinte de ironía». Asimismo, Joe Levy de Spin, que la nombró la única «gran canción dance» del material, añadió que «Keep It Together» «filtra "We Are Family" a través de "Into the Groove"». Easlea indicó que, además del homenaje a Sly & the Family Stone, había un «generoso guiño al himno "We Are Family" de su antiguo productor, Nile Rodgers». Richard Harrington de The Washington Post observó que el «jolgorio entre hermanos y los valores de un hogar fuerte en una canción contagiosa» era reminiscente de «We Are Family».
Algunos críticos lo consideraron uno de los temas más destacados de Like a Prayer, como Justin Chadwick de Allmusic, Daryl Easlea y Joseph Earp de Junkee, que lo nombró el mejor de todo el disco. Por su parte, José F. Promis de AllMusic le otorgó cuatro estrellas de cinco y la calificó como una de las mejores de la carrera de la artista, «un ejemplo de la música dance/house/R&B de finales de los 80 y principios de los 90». Para Jason Lipshutz de Billboard, la «vulnerable» «Keep It Together» constituía parte de la «gran cantidad de material fantástico» en Like a Prayer. El trabajo de Bray como productor fue elogiado por Neil Harris de Cash Box, quien también la consideró su favorita del disco; continuó: «Una canción excelente con un ritmo muy go-go. Es perfecta para todos los formatos y se puede mezclar con todo, desde new jack hasta hip hop». Mark Elliott de la revista en línea Dig! también aprobó el trabajo del productor y reconoció que mantuvo el ritmo de Like a Prayer en temas funky bailables como «Keep It Together». Will Stroude de Attitude declaró que Bray mantiene el sonido pop «lleno de vitalidad» de sus colaboraciones anteriores con Madonna. En reseñas similares, la biógrafa Marie Cahill recalcó el sonido «más alegre» de «Keep It Together entre tantos «temas dolorosos» en el álbum, opinión que compartió Debbi Voller, autora de Madonna: The Illustrated Biography (1990), quien añadió que proporciona el «ligero alivio» en el disco y la calificó como una de las canciones pop más «puras y simples». Asimismo, Easlea reconoció que, después de temas como «Oh Father», el álbum «traía más alivio» con «Keep It Together» «en forma de una súplica casi totalmente contradictoria a favor de la familia». Matthew Rettenmund también pensó de esa manera y agregó que dicha súplica era en respuesta «a su propio alejamiento interno» de su familia. J. Randy Taraborrelli declaró que «contrarrestó los momentos sombríos» del álbum, mientras que Rikky Rooksby aclaró que era una canción «para levantar el ánimo» y elogió la «celebración optimista de los aspectos más positivos de la vida familiar». Chris Lacy de Albumism escribió que «añade un hermoso color a la segunda mitad del álbum» a través de «radiantes rayos de sol pop». El biógrafo Mark Bego lo denominó «un gran número dance» y la emisora peruana Radio Oxígeno un «himno del pop». Un editor de Billboard consideró que era uno de los temas «listos para la radio» y Jim Schembri de The Age aseguró que Madonna aún podía hacer «grandes temas pop». En comentarios menos favorables, Rikky Rooksby aseguró que era un «gran tema» para cantar en fiestas, pero, en el aspecto musical, no estaba «especialmente inspirado». Peter B. King de The Pittsburgh Press desaprobó la voz «limitada» de Madonna, pues sintió que este y otras canciones del material exigían que las interpretara «a todo pulmón, y Madonna no sabe hacerlo».
| En «Keep It Together», inspirada en Sly & the Family Stone, Madonna se atrevió al pop-funk. El bajo y las guitarras (cortesía de un Prince no acreditado) hacen de esta una de las canciones más optimistas y encantadoras del álbum, pero eso no quiere decir que esté menos cargada de sentimiento. Su afirmación de los lazos familiares es extrañamente dulce y vulnerable. Aunque ha aludido a una tensa relación con su padre a lo largo de los años, rinde homenaje a su profundo vínculo con un alentador recordatorio, especialmente tras su divorcio con Sean Penn: «Papá me dijo, "escucha, siempre tendrás un hogar"». —Paul Schrodt de Slant Magazine en la lista de los mejores sencillos de Madonna. |

En el libro Madonna: Her Complete Story (1991), David James reparó en la «notable» ausencia de «Keep It Together», así como de otros sencillos de la cantante, en su primer álbum de grandes éxitos The Immaculate Collection (1990), lo cual «impidió que se convirtiera en la colección definitiva» de la artista. De manera similar, Rettenmund consideró que muchos de sus éxitos tuvieron que ser «sacrificados», como «Keep It Together». Chris Gerard de Metro Weekly la consideró una «joya olvidada» y lamentó que haya sido excluida de sus tres recopilatorios de éxitos —The Immaculate Collection, GHV2 (2001) y Celebration (2009)— pese a haber llegado a los diez primeros lugares en los Estados Unidos. El sitio Chart Beats la clasificó en el 168.º puesto de las 250 mejores canciones de 1990. En reseñas retrospectivas, ha sido calificado como uno de los sencillos más infravalorados de su carrera por HuffPost y PopCrush; de esta última publicación, Taylor Dougherty notó que quedó eclipsado por el «gran éxito» de «Like a Prayer» y «Express Yourself», por lo que «cayó en el anonimato dentro de su catálogo»; aun así, resaltó que «sigue siendo uno de los momentos líricos más impresionantes» del disco. En la lista «Las diez mejores canciones de Madonna que la radio olvidó», Robbie Daw del sitio Idolator la clasificó en el quinto lugar y la definió como una «joya olvidada». Otros medios de comunicación como Entertainment Weekly, Rolling Stone y Slant Magazine la ubicaron entre las cuarenta mejores canciones de la artista, mientras que Bruce Pollock la incluyó dentro de las 7500 canciones más importantes de la era del rock and roll. En 1992, formó parte del curso Women's Studies 102: Women and Popular Culture dictado en la Universidad de Harvard por la profesora Lynne Layton, asociada del Comité de Títulos en Estudios de la Mujer y psicóloga clínica en la Escuela de Medicina de Harvard. El curso, que también tomó como estudio a «Oh Father» y «Till Death Do Us Part» de Like a Prayer, tuvo como objetivo examinar «elementos del discurso de la familia disfuncional».

## Presentación en vivo
Durante las audiciones para Blond Ambition World Tour, la tercera gira musical de Madonna, los bailarines realizaron una prueba en grupos de diez y bailaron una remezcla de «Keep It Together» ante la cantante. Una vez iniciada dicha gira en abril de 1990, interpretó la versión Single Remix como la última canción del repertorio. La puesta en escena de la presentación estuvo inspirada en la película La naranja mecánica (1971) de Stanley Kubrick. Ella y sus bailarines lucieron un conjunto completamente negro que incluía bombines con tiras en la barbilla, sujetador, pantalones cortos ajustados, botas, guantes sin dedos y rodilleras, en un «guiño» a Liza Minnelli en el filme Cabaret (1972). En una entrevista con Stephen Holden para The New York Times, la artista explicó el significado de la presentación: «Por último, justo cuando piensas que voy a terminar con una nota feliz, aparezco con mi familia para hacer una interpretación de "Keep It Together" a lo Bob Fosse y La naranja mecánica. Es la máxima declaración del concierto sobre la familia, porque somos absolutamente brutales el uno con el otro, tampoco hay duda de que nos queremos profundamente».
Descrito como una mezcla entre La naranja mecánica y la República de Weimar, la cantante iniciaba el número cantando una estrofa de «Family Affair» de Sly & the Family Stone con su micrófono inalámbrico y acompañada de su banda, conformada por el guitarrista David Williams, el percusionista Luis Conte, el bajista Darryl Jones y el director musical y teclista Jai Winding, para luego dar paso a «Keep It Together». A continuación, sus coristas y bailarines emergían del escenario y ejecutaban una coreografía «acrobática» con sillas en un estilo similar a La naranja mecánica y Cabaret. Hacia el final, todos los músicos, bailarines y colaboradores acudían para despedirse de Madonna y dejaban el escenario. La cantante quedaba sola, sentada en una silla, y repetía ante el público el verso Keep people together forever and ever («Mantén a la gente unida por siempre y para siempre»), antes de que también desapareciera y diera por finalizado el concierto. La actuación se transmitió en vivo en el especial televisivo Madonna Live! Blond Ambition World Tour 90 y posteriormente figuró en los videoálbumes Blond Ambition Japan Tour 90, filmado en Yokohama (Japón) en abril de 1990, y Blond Ambition World Tour Live, rodado en Niza (Francia) en agosto de ese mismo año. Asimismo, apareció en dos ocasiones en el documental de la gira, Madonna: Truth or Dare (1991); la primera durante la escena en la que se produce un fallo eléctrico en el micrófono de Madonna durante la presentación de la canción, y la segunda hacia el final del filme, cuando la interpreta en su totalidad intercalada con tomas en blanco y negro en las que se despide de todo su equipo.
Lynne Layton, autora de Who's That Girl? Who's That Boy?: Clinical Practice Meets Postmodern Gender Theory (2013), comentó que «aquí, como en su doble actitud ante el materialismo, la feminidad y todo lo demás, lo que marca la actuación no es que Madonna tenga el control, sino que se muestra abierta sobre los pros y contras de la vida familiar y, obviamente, se hace eco de la experiencia de muchos en nuestra cultura». La actuación obtuvo reseñas favorables por su puesta en escena y coreografía; por ejemplo, Daryl Easlea la calificó como «impresionante» y elogió la «elaborada rutina de baile». Mark Bego comentó que la artista y sus bailarines ofrecieron un número «que podría contener el mejor espectáculo de Broadway», mientras que el autor Leo Tassoni concluyó que «la música, la original coreografía y los vestuarios producen un efecto impactante». Para Greg Kot del Chicago Tribune, la estrofa de «Family Affair» subrayaba el tema principal de la presentación, «el hogar es donde está el corazón». Por su parte, Christopher Andersen sintió que la actuación tenía algunos «tintes sadomasoquistas», comentario que coincidió con Martha Bayles en su libro Hole In Our Soul: The Loss of Beauty and Meaning in American Popular Music (1994), y un editor de Variety señaló que, aunque estuvo bien coreografiada, el acto en general se vio estropeado únicamente por los «repetitivos defectos de la canción». Por último, a Matthew Rettenmund le pareció una «meticulosa versión a lo Naranja mecánica» y sintió que Madonna realizó «con malicia» una «interpretación perversa de la noción de "familia" mientras ensalzaba sus virtudes en la canción».

## Lista de canciones y formatos
| 7" / Casete / CD de 3" |                                           |          |  |
| N.º                    | Título                                    | Duración |  |
| 1.                     | «Keep It Together» (Single Remix)         | 4:35     |  |
| 2.                     | «Keep It Together» (versión instrumental) | 6:00     |  |

| Maxi CD |                                           |          |  |
| N.º     | Título                                    | Duración |  |
| 1.      | «Keep It Together» (Single Remix)         | 4:35     |  |
| 2.      | «Keep It Together» (12" Remix)            | 7:50     |  |
| 3.      | «Keep It Together» (12" Mix)              | 6:59     |  |
| 4.      | «Keep It Together» (12" Extended Mix)     | 7:20     |  |
| 5.      | «Keep It Together» (versión instrumental) | 6:00     |  |

| 12" |                                           |          |  |
| N.º | Título                                    | Duración |  |
| 1.  | «Keep It Together» (12" Remix)            | 7:44     |  |
| 2.  | «Keep It Together» (Dub)                  | 7:00     |  |
| 3.  | «Keep It Together» (12" Extended Remix)   | 7:20     |  |
| 4.  | «Keep It Together» (12" Mix)              | 6:48     |  |
| 5.  | «Keep It Together» (Bonus Beats)          | 3:56     |  |
| 6.  | «Keep It Together» (versión instrumental) | 5:52     |  |

| Casete / Miniálbum en CD / CD (1993) |                                           |          |  |
| N.º                                  | Título                                    | Duración |  |
| 1.                                   | «Cherish» (versión extendida)             | 6:21     |  |
| 2.                                   | «Keep It Together» (12" Remix)            | 7:51     |  |
| 3.                                   | «Keep It Together» (Dub)                  | 7:01     |  |
| 4.                                   | «Keep It Together» (12" Extended Mix)     | 7:20     |  |
| 5.                                   | «Keep It Together» (12" Mix)              | 6:50     |  |
| 6.                                   | «Keep It Together» (Bonus Beats)          | 3:27     |  |
| 7.                                   | «Keep It Together» (versión instrumental) | 5:52     |  |

## Posicionamiento en listas
| País           | Lista (1990-1991)                 | Posición más alta |
| -------------- | --------------------------------- | ----------------- |
| Australia      | ARIA                              | 1                 |
| Canadá         | RPM Top 100 Singles               | 8                 |
| Canadá         | RPM Adult Contemporary            | 9                 |
| Canadá         | RPM Dance Singles                 | 3                 |
| Canadá         | The Record Retail Singles         | 22                |
| Canadá         | The Record Contemporary Hit Radio | 8                 |
| Estados Unidos | Billboard Hot 100                 | 8                 |
| Estados Unidos | Adult Contemporary                | 32                |
| Estados Unidos | Dance Club Songs                  | 1                 |
| Estados Unidos | Dance Singles Sales               | 1                 |
| Estados Unidos | Hot 100 Airplay                   | 7                 |
| Estados Unidos | Hot 100 Singles Sales             | 7                 |
| Estados Unidos | Crossover Top 40/Dance            | 8                 |
| Estados Unidos | Hot R&B/Hip-Hop Songs             | 66                |
| Estados Unidos | Cash Box Top 100 Singles          | 8                 |
| Estados Unidos | Cash Box Top Dance Singles        | 1                 |
| Estados Unidos | Cash Box Top R&B Singles          | 59                |
| Estados Unidos | Gavin Report Top 40               | 5                 |
| Estados Unidos | Gavin Report Adult Contemporary   | 28                |
| Estados Unidos | Hitmakers Mainstream 50           | 12                |
| Estados Unidos | Hitmakers Urban 50                | 9                 |
| Estados Unidos | Hits Top 50 Singles               | 5                 |
| Estados Unidos | Observer-Reporter The Hit List    | 13                |
| Estados Unidos | R&R CHR/Pop                       | 4                 |
| Estados Unidos | R&R Adult Contemporary            | 28                |
| Italia         | Musica e dischi                   | 16                |
| Japón          | Oricon                            | 96                |
| Polonia        | LP3                               | 29                |
| Reino Unido    | Top Dance Singles                 | 28                |

| País           | Lista (1990)           | Posición |
| -------------- | ---------------------- | -------- |
| Australia      | ARIA con «Vogue»       | 3        |
| Canadá         | RPM Top 100 Singles    | 86       |
| Canadá         | RPM Adult Contemporary | 78       |
| Canadá         | RPM Dance Singles      | 26       |
| Estados Unidos | Dance Club Songs       | 28       |
| Estados Unidos | Dance Singles Sales    | 26       |
| Estados Unidos | Gavin Report Top 40    | 59       |
| Estados Unidos | R&R CHR/Pop            | 70       |

## Certificaciones y ventas
| País (organismo certificador) | Certificación | Unidades certificadas/Ventas |
| ----------------------------- | ------------- | ---------------------------- |
| Australia (ARIA)              | 2× Platino    | 140 000                      |
| Estados Unidos (RIAA)         | Oro           | 500 000                      |
| Japón                         | —             | 62 350                       |
| Sumario                       |               |                              |
| Mundo                         | —             | 1 000                        |

## Créditos y personal

### Dirección
- Grabación en Johnny Yuma Recording (Burbank)
- Mezcla en Smoke Tree Studios (Chatsworth)
- Masterización en Masterdisk (Nueva York).

### Personal
- Madonna: artista principal, voz, composición, producción
- Stephen Bray: composición, producción, remezcla
- Bill Bottrell: ingeniería, mezcla
- Bob Ludwig: masterización
- Shep Pettibone: remezcla, producción adicional
- DJ Mark «the 45 King»: remezcla
- Tony Shimkin: edición
- Goh Hotoda: ingeniero de remezcla
- Mike Blum: ingeniero de remezcla
- Herb Ritts: fotografía
- Jeri Heiden: diseño

Créditos adaptados de Allmusic y de las notas del álbum Like a Prayer.